# Rafael Iriondo
Rafael Iriondo Aurtenetxea, más conocido como Iriondo (Guernica y Luno, Vizcaya; 24 de octubre de 1918-Bilbao, Vizcaya; 24 de febrero de 2016), fue un jugador y entrenador de fútbol español. En su etapa como futbolista formó parte de la «segunda delantera histórica» del Athletic Club, con el que logró seis títulos nacionales; 1 liga española, 4 Copas de España y 1 Copa Eva Duarte.

## Trayectoria

### Como jugador
Iriondo comenzó jugando en el equipo de su pueblo, el Gernika Club S.D. Cuando era un joven de 18 años, sobrevivió al bombardeo de las tropas sublevadas, que destruyó la ciudad y mató a cientos de personas. Durante el bombardeo estaba como juez en un partido de pelota vasca.
El 29 de septiembre de 1940 debutó en Primera División con el Athletic Club en un partido jugado frente al Valencia CF que terminó 2-2. Ese día debutó también Telmo Zarra. En la final de Copa de 1945 anotó un doblete (26' y 90') que sirvió para ganar la final por 3-2 al Valencia. Estuvo prácticamente toda su carrera de futbolista en el club bilbaíno, donde disputó un total de 326 partidos (259 de liga y 65 de Copa), marcando una cifra de 115 goles (85 de liga y 30 de Copa) en las trece temporadas que vistió la camiseta del Athletic Club. Iriondo fue uno de los cinco integrantes de la "segunda delantera histórica" del Athletic Club, junto a Venancio, Zarra, Panizo y Gaínza.
En la temporada 1953/1954 fichó por el Barakaldo CF de la Segunda División de España, pero a mitad de temporada la Real Sociedad le incorporó a su plantilla. Con el equipo de San Sebastián jugó 28 partidos de la primera división española en los que marcó nueve goles, uno de ellos al equipo bilbaíno.
Al finalizar la campaña de 1954/1955, Rafa Iriondo se retiró del fútbol de forma definitiva.

### Como entrenador
En 1955 inició su carrera como entrenador en las filas de la Sociedad Deportiva Indauchu, con el que llegó a alinearse en un encuentro de Segunda División. En 1969 ganó su primer título al vencer en la final de la Copa dirigiendo al Athletic Club, en su primera temporada al frente del club, ya que había sustituido a Gainza al poco de empezar.
Desde octubre de 1971 hasta junio del 72 entrenó al Real Zaragoza, consiguiendo el ascenso a Primera División. Entrenó a la Real Sociedad entre 1972 y 1974. Entre 1974 y 1976 regresó al Athletic Club, con el que superó el centenar de partidos como entrenador.
En 1977 volvió a ganar de nuevo con el Real Betis Balompié la Copa, en una emocionante final resuelta en la tanda de penaltis ante el Athletic Club.

## Selección nacional
Iriondo ha disputado dos partidos amistosos con la selección española: el primero el 26 de junio de 1946, España 0 - Eire 1; y el segundo el 26 de enero de 1947, Portugal 4 - España 1 (gol marcado por Iriondo).

## Clubes

### Como jugador
| Club                    | País   | Año       |
| ----------------------- | ------ | --------- |
| Gernika                 | España | -         |
| Bilbao Athletic         | España | -         |
| Club Atlético Tetuán    | España | 1939-1940 |
| Athletic Club           | España | 1940-1953 |
| Barakaldo CF            | España | 1953      |
| Real Sociedad de Fútbol | España | 1953-1955 |

Como entrenador:
| Club                    | País   | Año       |
| ----------------------- | ------ | --------- |
| Indautxu                | España | 1955-1958 |
| Deportivo Alavés        | España | 1958-1959 |
| Indautxu                | España | 1960-1961 |
| Indautxu                | España | 1963-1965 |
| Athletic Club           | España | 1968-1969 |
| RCD Español             | España | 1970      |
| Real Zaragoza           | España | 1971-1972 |
| Real Sociedad de Fútbol | España | 1972-1974 |
| Athletic Club           | España | 1974-1976 |
| Real Betis Balompié     | España | 1976-1978 |
| Rayo Vallecano          | España | 1980      |
| Real Betis Balompié     | España | 1981-1982 |

## Palmarés

### Como jugador
| Título                     | Club          | País   | Año     |
| -------------------------- | ------------- | ------ | ------- |
| Primera División de España | Athletic Club | España | 1942-43 |
| Copa de España             | Athletic Club | España | 1943    |
| Copa de España             | Athletic Club | España | 1944    |
| Copa de España             | Athletic Club | España | 1944-45 |
| Copa de España             | Athletic Club | España | 1950    |
| Copa Eva Duarte            | Athletic Club | España | 1950    |

### Como entrenador
| Título         | Club                | País   | Año     |
| -------------- | ------------------- | ------ | ------- |
| Copa de España | Athletic Club       | España | 1969    |
| Copa de España | Real Betis Balompié | España | 1976-77 |